# Edmund Veesenmayer
Edmund Veesenmayer (Bad Kissingen, 12. studenog 1904. – Darmstadt, 24. prosinca 1977.), njemački političar, časnik SS-a i ratni zločinac. Veesenmayer je uvelike "doprinio" Holokaustu na području Hrvatske, Mađarske i Srbije.[nedostaje izvor] Bio je podređeni Ernstu Kaltenbrunneru i Joachima von Ribbentropa, a surađivao je i sa zloglasnim Adolfom Eichmannom. 
Veesenmayer se NSDAP-u pridružio 1925. godine, a 1932. postaje član ekonomskih krugova, čime je stekao mnoge prijatelje na visokim pozicijama. Istovremeno s naredbom za napad na Jugoslaviju 1941., Hitler Veesenmayeru izdaje direktivu da na području budućih ostataka Jugoslavije pronađe pogodne osobe za rukovođenje novih, nacističkoj njemačkoj prijateljskih država koje će biti stvorene. Nakon nastanka NDH i Nedićeve Srbije, Veesenmayerov zadatak je bio pomoć u stvaranju državnih ustroja novonastalih kvislinških država, a to je radio kao član diplomatskog tima koji je boravio u Zagrebu. Imao je veliku ulogu u razvoju Holokausta u Hrvatskoj i Srbiji, te je žustro proganjao hrvatske i srpske Židove. U ožujku 1944. postaje njemački predstavnik u Horthyjevoj Mađarskoj. 
Na Ministarskom suđenju 1949. osuđen je na 20 godina zatvora, a kazna je 1951. smanjena na 10 godina. Na koncu je pušten 16. prosinca iste godine kada mu je kazna reducirana.
Nakon puštanja je živio sa suprugom u Geroldstrasse 43 u Münchenu. Njegovo financijsko stanje u ovo vrijeme nije bilo najbolje. Nedugo nakon puštanja, razveo s od supruge Mary Veesenmayer i preselio se u Hamburg. Razvod je služeno potvrdio Zemaljski sud u Hamburgu 22. srpnja 1953. Nisu imali djece. Njegova je supruga ostavila njegovo prezime sve do svoje smrti. Između 1952. do 1955., Veesenmayer je radio kao predstavnik Agrarmaschinenherstellera u Iranu. No, posao nije išao naročito dobro pa je Veesenmayer tražio bolji posao.
U zadnjim godinama života, Veesenmayer je živio u Rosenhöhweg 25 u Darmstadtu. Godine 1977., Vessenmayer se razbolio i prevezen je u gradsku bolnicu gdje je i umro 24. prosinca od zatajenja srca.